# Districte de Château-Salins
El Districte de Château-Salins és un dels nou districtes amb què es divideix el departament del Mosel·la, a la regió del Gran Est. Té 5 cantons i 128 municipis. El cap del districte és la sotsprefectura de Château-Salins.

## Cantons
- cantó d'Albestroff
- cantó de Château-Salins
- cantó de Delme
- cantó de Dieuze
- cantó de Vic-sur-Seille